# アルタミラ駅

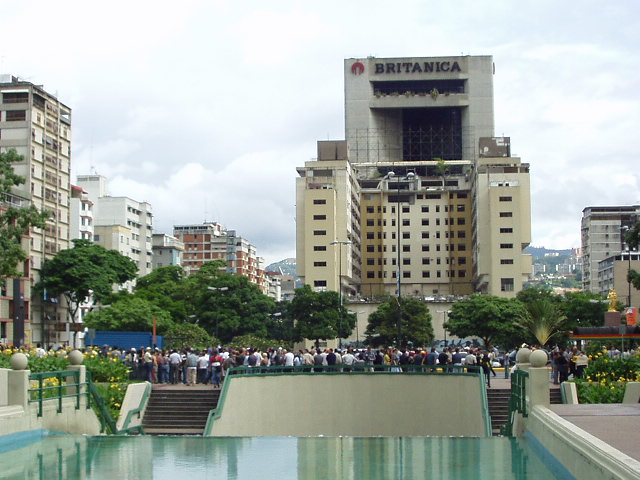
フランシア広場の出口 (2004年8月)

アルタミラ駅（アルタミラえき、Estación Altamira）は、ベネズエラのカラカスにあるカラカス地下鉄1号線の地下鉄駅である。ミランダ州チャカオ市にある。

## 駅の構造
島式1面2線のホーム。地下2階がホーム、地下1階が改札と切符売り場。出口はフランシスコ・デ・ミランダ通り沿いに6か所ある。

## 駅の周辺
駅はフランシスコ・デ・ミランダ通りの下にあり、アルタミラのフランス広場に面している。北側出口では、広場から流れ落ちる滝の両脇に階段がついている。周辺はカラカスの高級地区で、外国公館が多数ある。北に数百メートル離れると、カラカスの高級住宅街がある。

## 歴史
- 1988年4月23日 1号線の延長により開業した。[1]

## 隣の駅
チャカオ駅 - アルタミラ駅 - パルケ・デル・エステ駅